# ウェスト彗星
ウェスト彗星（ウェストすいせい、Comet West; C/1975 V1）は1975年11月にヨーロッパ南天天文台 (ESO) のリチャード・マーティン・ウェストによって発見された彗星である。近日点通過後の1976年3月には肉眼でも見られる大彗星となり、20世紀を代表する美しい彗星として知られている。

## 発見
1970年代半ばに、チリにあるヨーロッパ南天天文台のラ・シヤ天文台では、南天をカバーする写真星図を作成するプロジェクトが進められていた。このために ESO では口径1mのシュミット式望遠鏡を用いて長時間露出の掃天撮影を行なっていた。撮影した写真乾板はスイスのジュネーヴに送られ、そこで研究者による調査が行なわれた。
1975年11月5日、チリから届いた一連の乾板を調べていたリチャード・マーティン・ウェストは、9月24日に撮影された乾板に彗星らしき像が写っているのを発見した。発見位置はけんびきょう座付近で、光度は14 - 15等と推定された。この天体は2-3秒角のコマを持ち、約10秒の長さの尾も見られた。さらにウェストは別の乾板にもこの天体が写っていないかどうかを調べたところ、8月10日と8月13日につる座付近を撮影した乾板にも淡い尾を持つ天体が写っていることを発見した。この時の光度は16-17等だった。ウェストは、3つの乾板から得られた結果を国際天文学連合第6委員会のブライアン・マーズデンに報告し、マーズデンから1975年11月6日発行の国際天文学連合回報 (IAUC2860) で公表された。

## 観測
発見時にはまだ火星軌道より遠くにあり、また計算された近日点距離が約0.2auと太陽に非常に近いことから肉眼彗星になることが予想されたが、当初は南半球でしか観測できなかったこと、また2年前のコホーテク彗星の光度予測が外れたことから、天文ファン以外の世間一般では当初はあまり注目を集めなかった。
発見後、ウェスト彗星は南半球の空で順調に光度を増していった。12月1日には日本の関勉とアメリカのHenry L. Giclasによって北半球で初めて観測された。関はこの時の光度を12.5等と見積もった。1976年1月中旬には肉眼等級に達し、月明かりや薄明の下でも見ることができるようになった。近日点通過直前の2月19日には彗星の核が分裂し、これに伴って約2等級もの急激な増光を見せた。2月25日の近日点通過時には光度が約-3等に達し、1965年の池谷・関彗星以来となる、白昼でも観測できる彗星となった。
3月初旬になると、明け方の空に約20度に達する扇のように広がった尾を見せる大彗星となった。ダストテイルには明瞭なシンクロニックバンドを見ることができた。3月5日には後にB核と呼ばれる分裂した核が初めてA核と分離して観測された。この日には NASA によるロケット観測も行われ、紫外線での観測によって彗星の光に炭素や酸素、一酸化炭素の輝線が見られることが判明した。3月11日には第3、第4の分裂核であるC核、D核が初めて観測された。また、3月12日から3月14日にかけては電波望遠鏡による観測も行われ、彗星にヒドロキシルラジカル (•OH) が存在することが明らかとなった。
3月下旬には彗星の光度は次第に暗くなり、3月28日を最後にC核が観測できなくなった。4月には光度は4等級まで減光した。この頃にはB核はA核から約21秒、D核は約10秒離れていた。4月末には肉眼等級を下回ったがその後も多くの観測者によって追跡が続けられ、9月25日に最後の観測報告が行なわれた。
ウェスト彗星の軌道計算は分裂後最も明るかったA核を仮定して行なわれているため、特に C/1975 V1-A という符号を用いる場合もある。